# Berettyószéplak
Berettyószéplak (románul Suplacu de Barcău) falu Romániában, Bihar megyében, Berettyószéplak község központja.

## Fekvése
Bihar megyében, a Berettyó bal partján, a Réz-hegység északi lábánál, Bályoktól délre, Bályok és Baromlak között található.

## Története
Berettyószéplak (Széplak) és környéke már az újkőkorszakban is lakott volt. Az 1970-es években itt csiszolt kőszerszámok és kerámia töredékek kerültek elő a földből.
Az Árpád-kori Széplak település, a 13. század végén a Turul nemzetség birtoka volt. 1228 előtt földesura Simon bán volt, később Széppataki Lőrinc, majd Héderváry Dénes birtoka lett.
1503-ban Erdőhegyi László hűtlenség miatt elvesztett itteni birtokrészét a király Telegdy István kincstárnoknak adományozta. A 16. század közepén a korabeli oklevelek már nyolc birtokosát sorolták fel.
A 19. század elején a Kabos és a Dégenfeld családok voltak földesurai. 1858-ban a községben nagy tűzvész pusztított, amely majdnem végképp elpusztította Széplakot.
A 20. század elején Károlyi Tibornénak volt itt nagyobb birtoka.
1944-ben a település mellett olajat találtak; az itt kitermelt kőolaj feldolgozására 1967–69 között kőolajfinomító épült, amely 2005-ig működött. Az olajfinomító és a 2002-ben építeni kezdett víztározó súlyosan károsította a Berettyó vizét. 2007-ben elkezdték az észak-erdélyi autópálya Bors-Berettyószéplak szakaszának építését, amely azonban 2014-ig csak félig készült el.

## Népesség
Lakossága 4590 főből áll.

## Gazdaság
Fontos gazdasági központnak számít kőolaj-kitermelőként és -feldolgozóként.

## Nevezetességek
- Református temploma román-kori építésű. Hatalmas, henger alakú tornyát és szentélyét 1869-ben lebontották. A hagyomány azt tartotta, hogy a környéken egykor királyi vadászterületek voltak, s itt még bölényre is vadásztak. Az átalakított torony lett volna a bölényvadászok kastélyának őrtornya.
- Görögkatolikus temploma 1805-ben épült.
- Római katolikus temploma fatemplom volt, 1778-ban épült, és 1837-ben épült fel kőből.

## Külső hivatkozások
- Hivatalos honlap